# Wanderin' Destiny
Singles de Globe
Anytime Smokin' Cigarette
(1997) Love Again
(1998)
Wanderin' Destiny est le 11e single du groupe Globe.

## Présentation
Le single, coécrit, composé et produit par Tetsuya Komuro, sort le 15 octobre 1997 au Japon sur le label Avex Globe de la compagnie Avex, au format mini-CD single de 8 cm de diamètre (alors la norme pour les singles dans ce pays), six mois après le précédent single du groupe, Anytime Smokin' Cigarette. Il atteint la 2e place du classement des ventes de l'Oricon, et reste classé quinze semaines. Il se vend à plus de 700 000 exemplaires, et restera le sixième single le plus vendu du groupe.
La chanson-titre est utilisée comme générique du drama Aoi Shima de la chaine TBS ; sa version instrumentale figure aussi sur le single, ainsi qu'une version remixée ("Boom The Bass" Mix). Elle figurera dans une version remaniée ("Album Version") sur le troisième album du groupe, Love Again, qui sortira cinq mois plus tard, ainsi que par la suite sur ses compilations Cruise Record de 1999, Ballads and Memories de 2002, Globe Decade de 2005, Complete Best Vol.1 de 2007, et 15 Years de 2010.
Elle sera aussi remixée sur ses albums de remix Euro Global de 2000 et Ragga Globe de 2011 (en deux versions sur ce dernier). Une autre version instrumentale ("Apf version") figurera sur l'album de reprise de Tetsuya Komuro Piano Globe de 2003.

## Liste des titres
Les chansons sont écrites, composées, arrangées par Tetsuya Komuro (coécrites par Marc), et mixées par Keith "KC" Cohen.
| CD    | CD                                      | CD                                | CD    | CD | CD | CD | CD | CD | CD |
| No    | Titre                                   | Description                       | Durée |    |    |    |    |    |    |
| ----- | --------------------------------------- | --------------------------------- | ----- | -- | -- | -- | -- | -- | -- |
| 1.    | Wanderin' Destiny (Straight Run)        | Version originale                 | 6:17  |    |    |    |    |    |    |
| 2.    | Wanderin' Destiny ("Boom The Bass" Mix) | Version remixée par Space Junkies | 5:29  |    |    |    |    |    |    |
| 3.    | Wanderin' Destiny (Instrumental)        | Version instrumentale             | 6:16  |    |    |    |    |    |    |
| 18:02 |                                         |                                   |       |    |    |    |    |    |    |